# Symmetric in Design
Symmetric in Design is het debuutalbum van de Zweedse melodic-deathmetalband Scar Symmetry, uitgebracht in 2005 door Metal Blade.

## Track listing
1. "Chaosweaver" - 3:40
2. "2012 - The Demise of the 5th Sun" - 3:51
3. "Dominion" - 3:26
4. "Underneath the Surface" - 3:50
5. "Reborn" - 3:58
6. "Veil of Illusions" - 5:06
7. "Obscure Alliance" - 3:42
8. "Hybrid Cult" - 5:00
9. "Orchestrate the Infinite" - 4:07
10. "Detach from the Outcome" - 3:25
11. "Seeds of Rebellion" - 3:12
12. "The Eleventh Sphere" - 5:20

## Band
- Christian Älvestam - Zanger
- Jonas Kjellgren - Gitarist
- Per Nilsson - Gitarist
- Kenneth Seil - Bassist
- Henrik Ohlsson - Drummer